# Mosley-Thompson Cirques
Die Mosley-Thompson Cirques sind markante und steilwandige Bergkessel im ostantarktischen Viktorialand. Sie liegen im westlichen Teil des Colwell-Massivs.
Das Advisory Committee on Antarctic Names benannte sie 1994 nach der Glaziologin Ellen Mosley-Thompson (* 1952) von der Ohio State University, die ab 1974 an Untersuchungen von Eisbohrkernen aus Antarktika beteiligt war und zudem auf der Amundsen-Scott-Südpolstation, der Siple-Station und der Plateau-Station tätig war.